# Мартін (округ, Північна Кароліна)
Шаблон:StateAbbr_ 35°50′ пн. ш. 77°06′ зх. д. / 35.84° пн. ш. 77.1° зх. д.
Округ  Мартін (англ. Martin County) — округ (графство) у штаті  Північна Кароліна, США. Ідентифікатор округу 37117.

## Історія
Округ утворений 1774 року.

## Демографія
За даними перепису 
2000 року 
загальне населення округу становило 25593 осіб, зокрема міського населення було 5675, а сільського — 19918.
Серед мешканців округу чоловіків було 11868, а жінок — 13725. В окрузі було 10020 домогосподарств, 7198 родин, які мешкали в 10930 будинках.
Середній розмір родини становив 3,02.
Віковий розподіл населення поданий у таблиці:
| Стать    | До 15 років | 15-21 | 22-29 | 30-39 | 40-49 | 50-65 | 65-85 | Понад 85 |
| -------- | ----------- | ----- | ----- | ----- | ----- | ----- | ----- | -------- |
| Чоловіки | 2724        | 1121  | 1004  | 1626  | 1903  | 2050  | 1356  | 84       |
| Жінки    | 2665        | 1157  | 1207  | 1789  | 2051  | 2402  | 2137  | 317      |

## Суміжні округи
- Берті — північний схід
- Вашингтон — схід
- Бофорт — південний схід
- Пітт — південний захід
- Еджком — захід
- Галіфакс — північний захід

## Виноски
1. ↑  U.S. Decennial Census. United States Census Bureau. Архів оригіналу за 4 квітня 2018. Процитовано 18 січня 2015.
2. ↑  Historical Census Browser. University of Virginia Library. Архів оригіналу за 11 серпня 2012. Процитовано 18 січня 2015.
3. ↑  Forstall, Richard L., ред. (27 березня 1995). Population of Counties by Decennial Census: 1900 to 1990. United States Census Bureau. Архів оригіналу за 3 березня 2015. Процитовано 18 січня 2015.
4. ↑  Census 2000 PHC-T-4. Ranking Tables for Counties: 1990 and 2000 (PDF). United States Census Bureau. 2 квітня 2001. Архів оригіналу (PDF) за 18 грудня 2014. Процитовано 18 січня 2015.
5. ↑  State & County QuickFacts. United States Census Bureau. Архів оригіналу за 21 липня 2011. Процитовано 27 жовтня 2013.(англ.) Наведено за англійською вікіпедією.
6. ↑  American FactFinder. Бюро перепису населення США. Архів оригіналу за 26 лютого 2012. Процитовано 31 січня 2008.

| США | Це незавершена стаття з географії США. Ви можете допомогти проєкту, виправивши або дописавши її. |